# Epicypta setosiventris
Epicypta setosiventris är en tvåvingeart som först beskrevs av Senior-white 1922.  Epicypta setosiventris ingår i släktet Epicypta och familjen svampmyggor. Inga underarter finns listade i Catalogue of Life.